# HMS Violet (K35)
HMS Violet (K35) je bila korveta razreda flower Kraljeve vojne mornarice, ki je bila operativna med drugo svetovno vojno.

## Zgodovina
29. junija 1941 je sodelovala pri potopitvi nemške podmornice U-651 in nato 25. maja 1943 samostojno potopila U-641. 17. maja 1947 je bila prodana, preurejana v trgovsko ladjo, kar je bila do oktobra 1970, ko so ladjo razrezali.